# Rubén Bravo
Ruben Bravo (Cruzalta, 1923. november 16. – 1977. augusztus 24.) argentin labdarúgócsatár, edző.

## Pályafutása

### Klubcsapatokban
A pályafutását a Rosario Central csapatánál kezdte, 1940 és 1945 között 104 bajnoki mérkőzésen 65 gólt lőtt. 1946-ban a Racing Club de Avellaneda együtteséhez igazolt, itt 7 év alatt 144 találkozón lépett pályára és 79 gólt szerzett.
Ezután a karrierje további részét Franciaországban töltötte, 1954 és 1957 között a Nice csapatában játszott. 1957-ben a Grenoble játékosa lett, amellyel a másodosztályban játszott. 1959-ben Rouenhez igazolt. 1962-ben fejezte be pályafutását Roubaix-Tourcoing-ban.

### A válogatottban
1950 és 1951 között háromszor lépett pályára az argentin válogatottban, és egy gólt szerzett.

### Edzőként
Miután visszavonult a játéktól, futballedző lett. A kolumbiai Independiente Santa Fét, a francia AS Monaco-t és az argentin Talleres de Córdobát irányította.
1977-ben, 53 éves korában szívrohamban halt meg, miközben a klubjával Közép-Amerikában járt.

## Sikerei, díjai

### Klubcsapatokkal
Racing Club de Avellaneda
- Argentin bajnok: 1949, 1950, 1951

 OGC Nice
- Francia bajnok: 1955–56

### A válogatottal
Argentína
- A Rose Chevalier Boutelle-kupa[3] győztese: 1950